# 干璠
干璠（1419年—？），字廷玉，順天府霸州人，民籍。明朝政治人物。進士出身。

## 生平
順天府鄉試第五十三名。正統七年（1442年）壬戌科會試第一百三十二名，殿試登進士第二甲第四十九名。

## 家族
曾祖干文理。祖父干仲璿。父亲干時中。